# Macedońska Giełda Papierów Wartościowych
Macedońska Giełda Papierów Wartościowych (mac . Македонска берза, Makedonska berza, ang. Macedonian Stock Exchange) – główna giełda papierów wartościowych w Republice Macedonii Północnej, z siedzibą w stolicy kraju – Skopje. Powstała w 1995 roku jako pierwsza giełda papierów wartościowych w kraju, a pierwsze transakcje odbyły się 28 marca 1996 roku. W październiku tego samego roku została przyjęta do Federacji Euroazjatyckich Giełd Papierów Wartościowych.
W 2001 roku zwiększono liczbę dni handlowych w tygodniu z dwóch do trzech.

## Operacje

### Indeksy giełdowe
Indeksy giełdowe na Macedońskiej Giełdzie Papierów Wartościowych obejmują:
- MBI 10 (Macedoński indeks największych notowanych spółek)
- MBID (Macedoński indeks giełdowy wszystkich notowanych spółek)
- OMB (Indeks obligacji)

## Zobacz także
- Lista giełd papierów wartościowych